# Demografia da Escócia
A Escócia abrange uma área de 78 782 km², dando-lhe uma densidade populacional de 64 habitantes por quilómetro quadrado. Cerca de 70% da população do país vive na Central Lowlands - um vasto e fértil vale num estiramento na orientação nordeste-sudoeste entre as cidades de Edimburgo e Glasgow, incluindo grandes povoações como Paisley, Stirling, Falkirk, Perth e Dundee. Outras concentrações de população incluem a costa nordeste da Escócia - principalmente em torno da cidade de Aberdeen e dos seus arredores. As Highlands da Escócia tem a mais baixa densidade populacional, com cerca de 8 habitantes por quilómetro quadrado. A cidade de Glasgow é a que tem a mais elevada densidade populacional com 3 292 habitantes por quilómetro quadrado.
A população da Escócia é estimada através de registos de nascimentos, mortes e casamentos, e é supervisionado pelo Gabinete de Registo Geral da Escócia (GROS), chefiado pelo secretário-geral da Escócia. Sob os termos do registo de nascimentos, mortes e casamentos (da Escócia) de 1965, o secretário-geral deve apresentar um relatório anual das tendências demográficas aos ministros escoceses (anteriormente o secretário de Estado para a Escócia antes da desconcentração). Em articulação com o resto do Reino Unido, o recenseamento da população é realizado por décadas - o último teve lugar em 2001, o próximos terá lugar em 2011.

## Evolução populacional

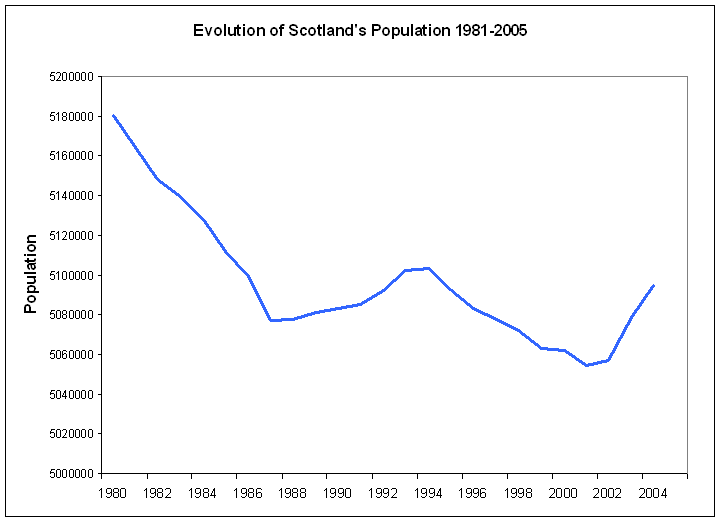
Evolução da população da Escócia entre 1981 e 2005. De acordo com o General Register Office for Scotland, 2005.

Total de população residente (estimativa)
- 5 116 900  (2006 est)
- 5 094 800  (2005 est)
- 5 078 400  (2004 est)
- 5 057 400  (2003 est)
- 5 054 800  (2002 est)
- 5 062 011  (2001 est)
- 5 083 000  (1991 est)
- 5 180 200  (1981 est)
- 5 234 000  (1971 est)
- 5 201 000  (1961 est)

Total de população residente (censo decenal)
- 1801: 1 608 420
- 1811: 1 805 864
- 1821: 2 091 521
- 1831: 2 364 386
- 1841: 2 620 184
- 1851: 2 888 742
- 1861: 3 062 294
- 1871: 3 360 018
- 1881: 3 735 573
- 1891: 4 025 647
- 1901: 4 472 103
- 1911: 4 760 904
- 1921: 4 882 497
- 1931: 4 842 554
- 1951: 5 096 000